# Sielezniewszczina
Sielezniewszczina (ros. Селезневщина) – wieś (ros. деревня, trb. dieriewnia) w zachodniej Rosji, w osiedlu wiejskim Pionierskoje rejonu smoleńskiego w obwodzie smoleńskim.

## Geografia
Miejscowość położona jest nad Moszną, przy drodze regionalnej 66K-22 (Szczeczenki – Monastyrszczina), 8,5 km od drogi federalnej R135 (Smoleńsk – Krasnyj – Gusino), 8,5 km od drogi federalnej R120 (Orzeł – Briańsk – Smoleńsk – Witebsk), 27 km od drogi magistralnej M1 «Białoruś», 9,5 km od centrum administracyjnego osiedla wiejskiego (Sanniki), 15,5 km od Smoleńska, 15 km od najbliższego przystanku kolejowego (Dacznaja II).
W granicach miejscowości znajdują się ulice: Dorożnaja, Ługowaja, Majskaja, Mira, Sosnowaja, Stroitielej, Wiszniowyj projezd.

## Demografia
W 2010 r. miejscowość zamieszkiwało 8 osób.